# Wasserburg Kottspiel
Die Wasserburg Kottspiel ist eine abgegangene Wasserburg in einer Flussschleife der Bühler nördlich des Ortskerns von Kottspiel, einem Weiler der Gemeinde Bühlertann im Landkreis Schwäbisch Hall in Baden-Württemberg.

## Geographische Lage
Der Burgstall liegt im Weichbild von Kottspiel in Hinterhoflage zwischen einer Häuserzeile des Weilers „Im Burggraben“ im Süden und dem Fluss im Osten und Norden. Dicht an der Südseite der Anlage wird derzeit (Mai 2011) ein Wohnhaus neu errichtet, von dem der Rohbau schon steht. An der Ost- und Nordseite läuft ein Graswirtschaftsweg um sie.

## Geschichte

Wappen der Herren von Kottspiel nach Gustav Adelbert Seyler

Die Wasserburg wurde von den Herren von Kottspiel im 13. Jahrhundert erbaut und in der Mitte des 14. Jahrhunderts aufgegeben.

## Beschreibung
Von der ehemaligen Burganlage sind nur noch geringe Reste erhalten. Deutlich erkennbar ist im Gelände eine rechteckige Einsenkung von etwa 50 Meter Durchmesser, die in Nord-Süd-Richtung etwas länger ist als senkrecht dazu. Ihre Innenböschungen sind, außer teilweise an der Westseite, gut ausgebildet. An der Ostseite erhebt sich ein flacher Damm um weniger als einen Meter über das umgebende Terrain. In der Mitte liegt ein flacher Hügel. Die Höhenunterschiede auf dem Gelände überschreiten nicht 2 Meter.
Auf dem Gelände finden sich einige Obstbäume, hauptsächlich in einer lückenhaften Kette, die etwa seine Kontur markiert. Ansonsten wird es heute als Wiese bemäht.